# Danilo Decembrini
Danilo Decembrini (Tivoli, 13 maggio 1988) è un pattinatore artistico a rotelle italiano.

## Biografia
Vicecampione italiano nella categoria allievi appena dodicenne, viene convocato l'anno dopo seguente in Nazionale per la partecipazione alla Coppa Europea, nella categoria cadetti, dove è primo classificato. Nel 2002 nei Campionati Europei cadetti in Portogallo conquista la medaglia di bronzo. A 17 anni inizia a recarsi a Rimini per allenarsi con Patrick Venerucci (11 volte campione mondiale) e Cristina Pelli, genitori dell'attuale partner Sara. A diciotto anni Danilo Decembrini è Campione Europeo e Vicecampione Mondiale, categoria juniores. Nel 2007 è medaglia d'argento nei Campionati Europei senior e nel 2008 bronzo nei Campionati Mondiali in Cina. Il 2009 è un anno poco propizio a causa di un infortunio ma tenta comunque i Mondiali affiancato da Sofia Melucci di Rimini. Dal 2010 Danilo fa coppia artistica con Sara Venerucci. In pochi mesi sviluppano una straordinaria sintonia. Nell'ottobre dello stesso anno in Portogallo Danilo e Sara sono Campioni del Mondo, titolo che riconfermano nel 2011. Nel 2012 salgono sul podio dei Campionati Italiani a Roccaraso, riconfermano il titolo anche nel 2013.